# انحسار الجليد منذ سنة 1850

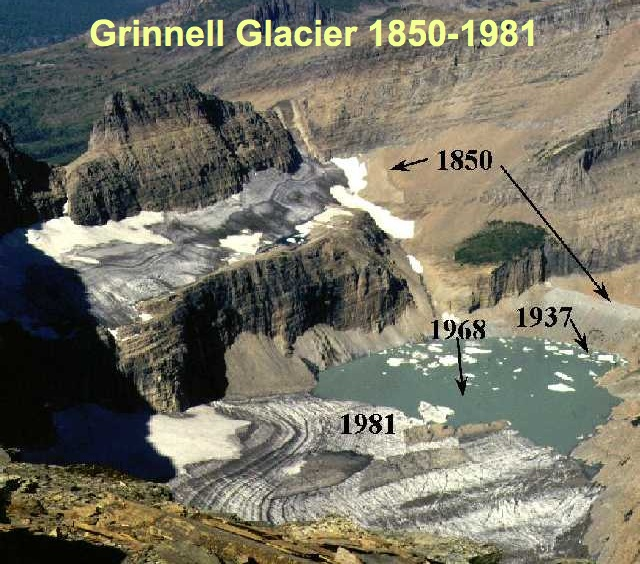
تبين الصورة انحسار الجليد بمعدل 1.1 كلم وذلك في جليد غرينال في الولايات المتحدة الأمريكية

انحسار الجليد منذ سنة 1850 ظاهرة عالمية سريعة الانتشار، حيث تؤثر على على الوصول إلى مصادر الماء العذب، وعلى سقي المزروعات، وعلى الاستعمال المنزلي للماء، والحيوانات والنباتات التي تعتمد على ذوبان الجليد، ولو استمر الوضع هكذا سيزيد معدل ارتفاع المحيطات. ويعتبر علماء الجليد تزامن تراجع الجليد مع ارتفاع معدلات غازات الدفيئة أكبر دليل على الاحترار العالمي.
يظهر على أعلى قمم العالم كجبال الهيمالايا، والألب، وجبال الروكي، والكاسكيد رينج، وكذلك قمة الكيليمانجارو في أفريقيا، وغيرها، انحسار كميات كبيرة من الجليد عما كانت عليه سابقا.
يعد توازن الكتلة الجليدية العامل الرئيسي في تحديد صحة الجليدة الثلجية أو النهر الجليدي. سيتقدم النهر الجليدي إذا تجاوزت كمية الهطول المتجمد في منطقة التراكم كمية الثلج الجليدي المفقود بسبب الذوبان أو في منطقة التذرية، وسيتراجع النهر الجليدي إذا كان التراكم أقل من التذرية. سيكون توازن كتلة الأنهار الجليدية التي تعاني من الانحسار، سالبًا، وإذا لم تجد توازنًا بين التراكم والتذرية؛ فستختفي في نهاية المطاف.
كان العصر الجليدي الصغير ممتدًا من عام 1550 إلى 1850، عندما شهد العالم درجات حرارة أقل نسبيًا مقارنةً بما كان قبل الفترة وبعدها. في وقت لاحق، وحتى عام 1940 تقريبًا، انحسرت الأنهار الجليدية في مختلف أنحاء العالم مع ارتفاع درجة حرارة المناخ بشكل كبير. تباطأ الانحسار الجليدي، بل وانعكس مؤقتًا في العديد من الحالات، بين عامي 1950 و1980 مع انخفاض درجات الحرارة العالمية بشكل طفيف. منذ عام 1980، أدى الاحتباس الحراري الكبير إلى تسارع متزايد في الانحسار الجليدي في كل مكان، حتى أن بعض الأنهار الجليدية اختفت تمامًا، وأصبح وجود الأنهار الجليدية المتبقية مهددًا. في مواقع مثل جبال الأنديز في أمريكا الجنوبية والهيمالايا في آسيا، يمكن أن يؤثر زوال الأنهار الجليدية على إمدادات المياه في تلك المناطق.
يعد انحسار الجليد الجبلي، لا سيما في غرب أمريكا الشمالية وآسيا وجبال الألب والمناطق الاستوائية وشبه الاستوائية في أمريكا الجنوبية وأفريقيا وإندونيسيا، دليلًا على ارتفاع درجات الحرارة العالمية منذ أواخر القرن التاسع عشر. ينذر تسارع معدل الانحسار منذ عام 1995 في الأنهار الجليدية الرئيسية في جرينلاند والصفائح الجليدية في غرب القارة القطبية الجنوبية بارتفاع منسوب البحار، مما سيؤثر على المناطق الساحلية.

## توازن الكتلة الجليدية
يشكل توازن الكتلة الجليدية أو الفرق بين التراكم والتذرية (الذوبان والتسامي) أهمية بالغة لبقائه. قد يتسبب تغير المناخ في حدوث تغيرات في درجات الحرارة وسقوط الثلوج، مما يؤدي إلى تغيرات في توازن الكتلة. يفقد نهر جليدي ذو توازن كتلة سالب مستدام توازنه وانحساره. يفقد ذو التوازن الإيجابي المستدام أيضًا التوازن وسيتقدم لإعادة التوازن. في الوقت الحالي، تتمتع جميع الأنهار الجليدية تقريبًا بتوازن كتلة سالب وتنحسر.
ينتج عن انحسار النهر الجليدي فقدان منطقة منخفضة الارتفاع من الجليد. بما أن الارتفاعات الأعلى تكون أكثر برودة، فإن اختفاء الجزء الأدنى يؤدي إلى التقليل من إجمالي التذرية، وبالتالي يزيد توازن الكتلة وربما يعيد تثبيت التوازن. إذا كان توازن الكتلة لجزء كبير من منطقة تراكم الجليد سالبًا، فإنه يكون في حالة عدم توازن مع المناخ وسيذوب كليًا دون مناخ بارد أو زيادة في الهطول المتجمد.
تتضمن طرق قياس الانحسار تحديد موقع طرف النهاية، وتحديد الموقع بنظام التموضع العالمي، والمسح الجوي، وقياس الارتفاع بالليزر. يتضاءل العرَض الرئيسي لعدم التوازن على طول النهر الجليدي بأكمله. يدل ذلك على تضاؤل منطقة التراكم، والنتيجة هي الركود الهامشي لهامش منطقة التراكم، وليس فقط لنقطة النهاية. في الواقع، لم يعد للنهر الجليدي منطقة تراكم ثابتة، ولا يمكن له البقاء دونه. على سبيل المثال، من المرجح تقلص جليدة إيستون في ولاية واشنطن، إلى نصف حجمها ولكن بتباطؤ معدل النقصان والاستقرار في هذا الحجم على الرغم من ارتفاع درجات الحرارة على مدى عقود قليلة. مع ذلك، سوف تتقلص جليدة غرينيل في ولاية مونتانا بمعدل متزايد حتى تختفي. الفارق أن القسم الأعلى من جليدة إيستون لا يزال سليمًا ومغطى بالثلوج، في حين أن حتى القسم الأعلى من جليدة غرينيل انكشف وتقلص، ولا يزال يذوب. من المرجح أن تقع الأنهار الجليدية الصغيرة، ذات نطاق أدنى للارتفاع، في حالة عدم توازن مع المناخ.

## آثار انحسار الجليد
سيخلف انحسار الجليد المستمر عددًا من الآثار الكمية المختلفة. في المناطق التي تعتمد بشدة على المياه الجارية من الأنهار الجليدية التي تذوب خلال أشهر الصيف الأكثر حرارة، فسوف يؤدي استمرار الانحسار الحالي في نهاية المطاف إلى استنزاف الثلج الجليدي ويقلل أو يقضي بشكل كبير على جريان المياه. سيؤثر الحد من الجريان على قدرة ري المحاصيل، وسيقلل من تدفق الجداول الصيفية اللازمة لإبقاء السدود والخزانات قابلة للتجديد. تتسم هذه الحالة بحدة خاصة بالنسبة للري في أمريكا الجنوبية، حيث تمتلئ بحيرات اصطناعية كثيرة تقريبًا من الذوبان الجليدي. تعتمد بلدان آسيا الوسطى تاريخيًا أيضًا على مياه ذوبان الأنهار الجليدية الموسمية لأغراض الري والشرب. تشكل مياه الجليد الجارية أهمية كبرى بالنسبة للطاقة المائية في كل من النرويج، والألب، وإقليم الشمال الغربي الهادئ في أمريكا الشمالية.
أدى بعض هذا الانحسار إلى بذل جهود لإبطاء فقدان الأنهار الجليدية في جبال الألب. غُطت أجزاء من الأنهار الجليدية في ستوباي وبيتزتال الجليدية جزئيًا بالبلاستيك؛ للتأخير من ذوبان الأنهار الجليدية التي تستخدمها بعض منتجعات التزلج النمساوية. في سويسرا، تُستخدم الأغطية البلاستيكية لتقليل ذوبان الثلج الجليدي المستخدم كمنحدرات تزلج. في حين أن تغطية الأنهار الجليدية بالأغطية البلاستيكية قد تكون مفيدة لمنتجعات التزلج على الجليد على نطاق صغير، فإنه من غير المتوقع أن تكون هذه الممارسة عملية من الناحية الاقتصادية على نطاق أوسع بكثير.
تعتمد أنواع كثيرة من النباتات والحيوانات في المياه العذبة والمالحة على المياه التي تغذيها الأنهار الجليدية لضمان موطن المياه الباردة الذي تكيفت معه. تحتاج بعض أنواع أسماك المياه العذبة إلى مياه باردة للبقاء والتكاثر، وهذا صحيح بشكل خاص مع سمك السلمون وسمك السلمون المرقط السفاح. يؤدي الحد من الجريان الجليدي إلى عدم كفاية تدفق الجداول المائية للسماح لازدهار هذه الأنواع. تؤثر التغيرات التي تطرأ على التيارات المحيطية، بسبب زيادة كميات المياه العذبة من ذوبان الأنهار الجليدية والتغيرات المحتملة في الدورة الحرارية الملحية في المحيط العالمي، على المسامك القائمة التي يعتمد عليها الإنسان أيضًا.
أحد الهواجس الكبيرة هو تزايد خطر فيضانات البحيرات الجليدية المتفجرة، التي كان لها في الماضي أثر كبير على الأرواح والممتلكات. كثيرًا ما تُكبَح المياه الذائبة التي خلّفها النهر الجليدي المنحسر، بسبب الركام الجليدي الذي يمكن أن يكون غير مستقر ومعروفًا بالانهيار إذا ما تعرض للزلازل أو الانهيارات الأرضية أو التياهر (الانهيارات الثلجية). إذا لم يكن الركام الجليدي الطرفي قويًا بالقدر الكافي لإبقاء الماء المتصاعد خلفه، فقد ينفجر، مما يؤدي إلى فيضان محلي هائل. تتزايد احتمالات وقوع مثل هذه الأحداث بسبب نشوء البحيرات الجليدية وتوسعها نتيجة الانحسار الجليدي. كانت الفيضانات السابقة مدمرة وأسفرت عن أضرار هائلة في الممتلكات. تُعرّض المدن والقرى الواقعة في الوديان الضيقة شديدة الانحدار والتي تقع أسفل البحيرات الجليدية لخطر كبير. في عام 1892، أطلقت فيضانات البحيرات الجليدية المتفجرة نحو مئتي ألف متر مكعب من المياه من بحيرة جليدة الرأس الأحمر (تيت روس)، مما أسفر عن مقتل مئتي شخص في بلدة سان جيرفيه ليه بان الفرنسية. عُرفت فيضانات البحيرات الجليدية المتفجرة بحدوثها في كل منطقة من العالم حيث توجد الأنهار الجليدية. من المتوقع أن يؤدي استمرار الانحسار الجليدي إلى نشوء البحيرات الجليدية وتوسعها، مما يزيد من خطر الفيضانات المتفجرة في المستقبل.
تعتمد احتمالات ارتفاع منسوب البحر بشكل كبير على الذوبان الهائل للأغطية الجليدية القطبية في جرينلاند والقارة القطبية الجنوبية، حيث تقع فيه الغالبية العظمى من الثلج الجليدي. سترتفع محيطات العالم بما يقدر بنحو 70 مترًا (230 قدمًا) في حالة ذوبان الجليد كله على الأغطية الجليدية القطبية. رغم الاعتقاد السابق أن الأغطية الجليدية القطبية لم تساهم بشكل كبير في ارتفاع منسوب البحر (وفقًا للّجنة الدولية للتغيرات المناخية 2007)، فإن الدراسات الحديثة أكدت على مساهمة كل من القارة القطبية الجنوبية وجرينلاند بنحو نصف ملليمتر سنويًا في ارتفاع منسوب البحر العالمي. يعد نهر ثوياتس الجليدي وحده، في غرب القارة القطبية الجنوبية «مسؤولًا حاليًا عن نحو 4 في المئة من ارتفاع منسوب البحر العالمي، إذ يحتوي على ما يكفي من الجليد لرفع المحيط العالمي لمسافة قدمين ويزيد قليلًا (65 سنتيمتر)، ويدعم الأنهار الجليدية المجاورة التي من شأنها رفع منسوب البحر بمقدار ثماني أقدام إضافية (2.4 متر) إذا فُقد الجليد كاملًا». لم تتضمن تقديرات اللجنة الدولية للتغيرات المناخية حقيقةً اضمحلال الصفيحة الجليدية السريع في توقعاتها حول منسوب البحر، ما يجعل من الصعب التحقق من تقدير معقول لارتفاع منسوب البحر، إلا أن دراسة أجريت في عام 2008، توصلت إلى أن الحد الأدنى لارتفاع منسوب البحر سيبلغ نحو 0.8 متر (2.6 قدم) بحلول عام 2100. تؤكد عمليات الرصد الأحدث للرادار المخترق للجليد للعملية آيس بريدج التابعة لوكالة ناسا، أن ارتفاع منسوب البحر جراء ذوبان الجليد يشكل تهديدًا حقيقيًا.